# مقدم الرعاية الجوالة
مقدم الرعاية المتنقلة هو مقدم رعاية صحية مرخص متخصص في الوقاية والإدارة وتنسيق الرعاية للمرضى غير المقيمين في المشفى ومصابين بأمراض مزمنة باستخدام طب نمط الحياة والعلاج الدوائي.

## التاريخ
يعيش تقريبا نصف الأمريكيين مع حالة مزمنة واحدة على الأقل، يرجع حوالي 70% من إجمالي الوفيات الأمريكية مباشرة إلى الأمراض المزمنة، يعد تنسيق الرعاية ضروريًا للحد من التقدم والتكلفة المرتبطة بالأمراض المزمنة في الولايات المتحدة، بدأ نموذج الرعاية المتنقلة لتنسيق الرعاية في عام 2008 في جامعة كريتون في مدينة أوماها ولاية نبراسكا، يعد برنامج الحد من مخاطر القلب والأوعية الدموية (CVRRP) وبرنامج الحد من مخاطر مرض السكري (DMRRP) من برامج المزايا الصحية لموظفي كريتون الذين تم تشخيصهم بارتفاع ضغط الدم و/أو عسر شحميات الدم و/أو مرض السكري، تتم إدارة البرامج من خلال وظيفة متخصص في الرعاية الصحية يسمى "مقدم الرعاية المتنقلة". يمكن أن يكون مقدم الرعاية المتنقلة أي مقدم رعاية صحية مرخص يتلقى تدريبًا على الرعاية المباشرة للمرضى وطب نمط الحياة، يمكن أن تشمل مجالات طب نمط الحياة التي يتم التركيز عليها النشاط البدني والتغذية والتحكم في الوزن وإدارة التوتر والنجاح في النوم والإقلاع عن التبغ، تعمل جامعة كريتون الآن على تطوير برنامج تدريبي لمقدمي الرعاية المتنقلة لتوسيع استخدام خدمات مقدمي الرعاية المتنقلة عبر مجموعة متنوعة من إطارات الممارسة.

## الأهداف والمسؤوليات
اهداف مقدم الرعاية المتنقلة تتضمن:
- الدعوة لتحسين نتائج المرضى.
- تكامل الخدمات والموارد.
- تجنب العلاجات المكررة أو المحظورة أو المتعارضة والتكاليف الغير ضرورية.
- تحسين تعليم المرضى ومقدمي الرعاية.
- تحسين الرعاية للمرضى بشكل عام.

مسؤوليات مقدم الرعاية المتنقلة تتضمن:
- تصميم وتنفيذ برامج طب نمط الحياة الفردية التي تتكون من النشاط البدني والتغذية والسيطرة على الوزن وإدارة التوتر ونجاح النوم والاعتدال في تناول الكحول والإقلاع عن التبغ وغيرها.
- تصميم وتنفيذ استراتيجيات تغيير السلوك الصحي الفردية.
- العمل كمدافع عن احتياجات المريض وكحلقة وصل لمقدمي الرعاية الصحية للمريض.
- تسهيل الرعاية الصحية بين التخصصات نيابة عن المريض بما في ذلك التواصل الفعال وتنسيق استراتيجيات العلاج والوقاية.
- مراقبة النتائج واستخدام الموارد.
- ضمان التزام المريض ببرامج نمط الحياة الفردية والعلاج الدوائي والتدخلات الموصوفة الأخرى.
- التواصل مع أفراد عائلة المريض للإعلام والتثقيف.